# Waals Parlement (samenstelling 2024-2029)

Waalse vlag

Deze lijst geeft de samenstelling weer van het Waals Parlement van 2024 tot 2029. 
De legislatuur ging van start op dinsdag 25 juni 2024. De openingszitting van het parlement werd geleid door ouderdomsdeken Jean-Paul Wahl (MR), waarbij hij werd bijgestaan door de twee jongste leden van de assemblee, Marie Jacqmin (Les Engagés) en Guillaume Soupart (MR), die optraden als secretaris. Op 15 juli 2024 werd Willy Borsus (MR) verkozen als voorzitter van het Waals Parlement.

## Samenstelling
| Fractie | Fractie     | Zetels |
| ------- | ----------- | ------ |
|         | MR          | 26     |
|         | PS          | 19     |
|         | Les Engagés | 17     |
|         | PTB         | 8      |
|         | Ecolo       | 5      |

## Decumul
In 2010 keurde het Waals Parlement een decumulregeling goed. In elke fractie mogen slechts 25 procent van de parlementsleden hun functie cumuleren met het mandaat van burgemeester of schepen. De overige 75 procent van de parlementsleden mogen dit niet.
In de legislatuur 2024-2029 mogen zeven leden van de MR-fractie, vijf leden van de PS-fractie en vier leden van de Les Engagés-fractie hun mandaat van parlementslid cumuleren met het burgemeesterschap of het schepenambt:
| Naam                      | Partij      | Lokale functie                     |
| ------------------------- | ----------- | ---------------------------------- |
| Caroline Cassart-Mailleux | MR          | Burgemeester van Ouffet            |
| Maxime Daye               | MR          | Burgemeester van 's-Gravenbrakel   |
| Adrien Dolimont           | MR          | Schepen van Ham-sur-Heure-Nalinnes |
| Jacqueline Galant         | MR          | Burgemeester van Jurbeke           |
| Anne Laffut               | MR          | Burgemeester van Libin             |
| Caroline Taquin           | MR          | Burgemeester van Courcelles        |
| Valérie Warzée-Caverenne  | MR          | Burgemeester van Hamois            |
| Christophe Collignon      | PS          | Burgemeester van Hoei              |
| Laurent Devin             | PS          | Burgemeester van Binche            |
| Valérie Dejardin          | PS          | Burgemeester van Limburg           |
| Mélissa Hanus             | PS          | Schepen van Étalle                 |
| Nicolas Martin            | PS          | Burgemeester van Bergen            |
| Christophe Bastin         | Les Engagés | Burgemeester van Onhaye            |
| Jean-Paul Bastin          | Les Engagés | Burgemeester van Malmedy           |
| Benoît Dispa              | Les Engagés | Burgemeester van Gembloers         |
| François Huberty          | Les Engagés | Burgemeester van Neufchâteau       |

## Lijst van de leden van het Waals Parlement
| Volksvertegenwoordiger    | Kieskring                                   | Fractie     | Opmerkingen |
| ------------------------- | ------------------------------------------- | ----------- | --- |
| Valérie Bluge             | Luik                                        | MR          | Vervangt vanaf 17 juli 2024 Fabian Culot, die kabinetschef van Waals minister Pierre-Yves Jeholet wordt. Culot verving van 25 juni tot 16 juli 2024 Virginie Defrang-Firket, die besloot om niet te zetelen. |
| Willy Borsus              | Aarlen-Marche-Bastenaken-Neufchâteau-Virton | MR          | Parlementsvoorzitter vanaf 15 juli 2024. |
| Caroline Cassart-Mailleux | Hoei-Borgworm                               | MR          | |
| Grégory Chintinne         | Dinant-Philippeville                        | MR          | Vervangt vanaf 4 december 2024 Richard Fournaux, die burgemeester van Dinant wordt. |
| Maxime Daye               | Zinnik-La Louvière                          | MR          | Voorzitter van de commissie Ruimtelijke Ordening, Mobiliteit en Lokale Besturen. |
| Valérie De Bue            | Nijvel                                      | MR          | Voorzitter van de MR-fractie vanaf 15 juli 2024. |
| Arnaud Dewez              | Luik                                        | MR          | |
| Philippe Dodrimont        | Luik                                        | MR          | Secretaris. |
| Véronique Durenne         | Doornik-Aat-Moeskroen                       | MR          | Vervangt vanaf 4 december 2024 Marie-Christine Marghem, die burgemeester van Doornik wordt. |
| Yves Evrard               | Aarlen-Marche-Bastenaken-Neufchâteau-Virton | MR          | |
| Hervé Fiévet              | Charleroi-Thuin                             | MR          | Vervangt vanaf 4 december 2024 Tanguy Dardenne, die burgemeester van Chimay wordt. |
| Charles Gardier           | Verviers                                    | MR          | |
| Nicolas Janssen           | Nijvel                                      | MR          | |
| Anne Laffut               | Aarlen-Marche-Bastenaken-Neufchâteau-Virton | MR          | |
| Vincent Maillen           | Namen                                       | MR          | |
| Olivier Maroy             | Nijvel                                      | MR          | Vervangt vanaf 17 juli 2024 Anne-Catherine Dalcq, die minister in de Waalse regering wordt. Maroy is voorzitter van de commissie Energie, Klimaat en Huisvesting.                                            |
| Chris Massaki Mbaki       | Bergen                                      | MR          | Vervangt vanaf 17 juli 2024 Jacqueline Galant, die minister in de Waalse regering wordt. |
| Christine Mauel           | Verviers                                    | MR          | |
| Diana Nikolic             | Luik                                        | MR          | Voorzitter van de MR-fractie tot 15 juli 2024. |
| Vincent Palermo           | Doornik-Aat-Moeskroen                       | MR          | |
| Guillaume Soupart         | Bergen                                      | MR          | Secretaris tot 15 juli 2024. |
| Caroline Taquin           | Charleroi-Thuin                             | MR          | |
| Stéphanie Thoron          | Namen                                       | MR          | Secretaris vanaf 15 juli 2024. |
| Nicolas Tzanetatos        | Charleroi-Thuin                             | MR          | Vervangt vanaf 17 juli 2024 Adrien Dolimont, die minister in de Waalse regering wordt. Is voorzitter van de commissie Algemene Zaken, Begroting, Internationale Betrekkingen en Dierenwelzijn.               |
| Jean-Paul Wahl            | Nijvel                                      | MR          | Parlementsvoorzitter van 25 juni 2024 tot 15 juli 2024. |
| Valérie Warzée-Caverenne  | Dinant-Philippeville                        | MR          | |
| Christophe Collignon      | Hoei-Borgworm                               | PS          | |
| Vincent Crampont          | Charleroi-Thuin                             | PS          | Vervangt vanaf 4 december 2024 Mourad Sahli, die burgemeester van Chapelle-lez-Herlaimont wordt. |
| Valérie Dejardin          | Verviers                                    | PS          | |
| Dorothée De Rodder        | Doornik-Aat-Moeskroen                       | PS          | |
| Laurent Devin             | Zinnik-La Louvière                          | PS          | Ondervoorzitter. |
| Eddy Fontaine             | Dinant-Philippeville                        | PS          | |
| Isabella Greco            | Charleroi-Thuin                             | PS          | Vervangt vanaf 15 juli 2024 Thomas Dermine, ontslagnemend staatssecretaris in de federale regering. |
| Mélissa Hanus             | Aarlen-Bastenaken-Marche-Neufchâteau-Virton | PS          | Secretaris. |
| Anne Lambelin             | Nijvel                                      | PS          | |
| Bruno Lefebvre            | Doornik-Aat-Moeskroen                       | PS          | |
| Jean-Pierre Lepine        | Bergen                                      | PS          | Vervangt vanaf 25 juni 2024 Florence Monier, die beslist om niet te zetelen. Lepine is voorzitter van de commissie Gezondheid, Leefmilieu en Sociale Actie.                                                  |
| Sylvie Muratore           | Bergen                                      | PS          | Vervangt vanaf 15 januari 2025 Nicolas Martin, die besloot om zich volledig toe te leggen op het burgemeesterschap in Bergen.                                                                                |
| Christie Morreale         | Luik                                        | PS          | Voorzitter van de PS-fractie. |
| Özlem Özen                | Charleroi-Thuin                             | PS          | |
| Sophie Pécriaux           | Zinnik-La Louvière                          | PS          | |
| Sabine Roberty            | Luik                                        | PS          | |
| Patrick Spies             | Verviers                                    | PS          | |
| Eliane Tillieux           | Namen                                       | PS          | Voorzitter van de commissie Economie, Werk en Opleiding. |
| Thierry Witsel            | Luik                                        | PS          | |
| Christophe Bastin         | Dinant-Philippeville                        | Les Engagés | |
| Jean-Paul Bastin          | Verviers                                    | Les Engagés | Voorzitter van de Les Engagés-fractie vanaf 15 juli 2024. |
| Pascal Baurain            | Bergen                                      | Les Engagés | |
| Vincent Blondel           | Nijvel                                      | Les Engagés | |
| Jean-Jacques Cloquet      | Charleroi-Thuin                             | Les Engagés | |
| Caroline Desalle          | Charleroi-Thuin                             | Les Engagés | |
| Olivier de Wasseige       | Luik                                        | Les Engagés | Secretaris. |
| Benoît Dispa              | Namen                                       | Les Engagés | |
| Sophie Fafchamps          | Luik                                        | Les Engagés | Voorzitter van de commissie Openbaar Ambt en Sportinfrastructuren. |
| Anne-Catherine Goffinet   | Aarlen-Marche-Bastenaken-Neufchâteau-Virton | Les Engagés | Ondervoorzitter. |
| Armelle Gysen             | Nijvel                                      | Les Engagés | |
| François Huberty          | Aarlen-Marche-Bastenaken-Neufchâteau-Virton | Les Engagés | Voorzitter van de commissie Landbouw, Natuur en Landelijkheid. |
| Loïc Jacob                | Hoei-Borgworm                               | Les Engagés | |
| Marie Jacqmin             | Hoei-Borgworm                               | Les Engagés | |
| Geneviève Lazaron         | Namen                                       | Les Engagés | |
| Loris Resinelli           | Zinnik-La Louvière                          | Les Engagés | Vervangt vanaf 17 juli 2024 François Desquesnes, die minister wordt in de Waalse regering. Desquesnes was voorzitter van de Les Engagés-fractie tot 15 juli 2024.                                            |
| Mathilde Vandorpe         | Doornik-Aat-Moeskroen                       | Les Engagés | |
| Rachida Aït Alouha        | Luik                                        | PTB         | |
| Jamila Ammi               | Charleroi-Thuin                             | PTB         | |
| Alice Bernard             | Luik                                        | PTB         | |
| Jori Dupont               | Doornik-Aat-Moeskroen                       | PTB         | Voorzitter van de commissie Toerisme en Erfgoed. |
| Julien Liradelfo          | Luik                                        | PTB         | |
| Germain Mugemangango      | Charleroi-Thuin                             | PTB         | Voorzitter van de PTB-fractie. |
| Amandine Pavet            | Zinnik-La Louvière                          | PTB         | |
| Patricia Van Walle        | Namen                                       | PTB         | |
| Veronica Cremasco         | Luik                                        | Ecolo       | |
| Stéphane Hazée            | Namen                                       | Ecolo       | Voorzitter van de Ecolo-fractie. |
| Bénédicte Linard          | Doornik-Aat-Moeskroen                       | Ecolo       | |
| Freddy Mockel             | Verviers                                    | Ecolo       | |
| Céline Tellier            | Nijvel                                      | Ecolo       | |